# اورمان-بیشکاداک
اورمان-بیشکاداک (انگلیسی: Urman-Bishkadak) یک شهرک در شهرستان ایشیمبایسکی استان باشقیرستان کشور روسیه است.